# Меџидија (новац)
Меџидија је турски сребрни новац, уведен новчаном реформом султана Абдулмеџида I. 1844. године. Вредност му је била 20 пјастера, а тежина 24,055 грама, финоће 830/1000 (830 грама сребра у 1000 грама масе).
Златна меџидија коју су звали и јузлук, је новац од 100 пјастера, величине 22 mm, тежине 7,216 грама и финоће 917/1000. 